# Masdevallia striatella
Masdevallia striatella es una especie de orquídea epífita originaria de Costa Rica hasta el oeste de Panamá.

## Descripción
Es una orquídea de pequeño tamaño que prefiere el clima cálido al frío, es de hábitos epífitas con un tallo cilíndrico de 5 a 7 mm de largo, envuelto con 2 a 3 brácteas tubulares y delgadas. Lleva una única hoja apical, erguida, un poco carnosa, espatulada, peciolada que se estrecha gradualmente en el pecíolo. Florece en una inflorescencia delgada, erguida de 3 a 7 cm de largo, con flores solitarias que se producen con una bráctea cerca de la base. La floración de una sola flor a la altura de mediado de la hoja se produce en el otoño y principios de invierno.

## Distribución y hábitat
Se encuentra en Costa Rica, Panamá, Colombia y Venezuela?, en la parte baja de los bosques nublados de montaña en alturas de 400 a 2500 metros

## Etimología
Su nombre significa la  Masdevallia de rayas pequeñas. 

## Sinonimia
- Masdevallia chloracra Rchb.f.
- Masdevallia superflua Kraenzl.
- Reichantha striatella (Rchb.f.) Luer (2006).
- Masdevallia demissa var. superflua (Kraenzl.) Kraenzl. (1925).[1][2]